# Концевич, Ираида Афанасьевна
Ираида Афанасьевна Концевич (5 октября 1922, с. Голяки Житомирской области (ныне Великие Гуляки Фастовского района Киевской области Украины) — 12 июня 2000, Киев) — украинский и советский судебный медик, педагог, доктор медицинских наук (1966), профессор (с 1968).

## Биография
Родилась в селе Голяки Васильковского уезда Киевской губернии УССР (ныне Великие Гуляки Фастовского района Киевской области Украины).
Выпускница Киевского медицинского института (1943). Вернувшись из эвакуации работала врачом поликлиники в городе Купянске Харьковской области, затем врачом лечебного управления Минздрава, заведующей отделом кадров Харьковского облздравотдела.
С 1944 года работала на кафедре судебной медицины Киевского медицинского института: судебно-медицинским экспертом и ассистентом, доцентом, профессором.
С 1971 по 1991 год — заведующая кафедрой судебной медицины КМИ. С 1991 года работала в должности профессора этой кафедры.
Занималась активной общественной деятельностью. В 1970—1987 годах — председатель правления Украинского научного общества судебных медиков и криминалистов, председатель республиканской проблемной комиссии «Судебная медицина». Член редакционного совета журнала «Судебно-медицинская экспертиза».
Была почётным членом Болгарского научного общества судебных медиков и криминологов.

## Научная деятельность
Исследовала проблемы судебно-медицинской диагностики причинения механических травм, правовой регламентации врачебной деятельности, организационные вопросы развития и становления судебной медицины на Украине.
Автор более 150 научных трудов, 9 монографий, ряда изобретений. Редактор ряда научных сборников.
Под руководством И. Концевич в 1988—1990 было проведено комплексное исследование мумифицированных останков многовековой давности, которые экспонируются в Киево-Печерской лавре.

## Избранные труды
- Судебно-медицинские аспекты врачебной практики (монография)
- Долг и ответственность врача (монография)
- Дефект ткани при огнестрельных повреждениях (1951)
- Об определении прижизненности ожогов на трупе (1958)
- К вопросу о возможности дачи заключения о роде насильственной смерти (1958)
- Экспертиза странгуляций (1964)
- К симуляции самоповешения (1965)
- Развитие научных исследований по судебной медицине в УССР (1988)

Под её редакцией вышли «Руководство к практическим занятиям по судебной медицине» и учебник «Судова медицина» для студентов Украины.

## Награды
В 1976 году награждена дипломом Правления ВНОСМ за лучшую научно-исследовательскую работу — монографию «Судебно-медицинская экспертиза странгуляций».